# Funky President (People It's Bad)
"Funky President (People It's Bad)"  é uma canção funk de James Brown. Lançada como single em 1974, alcançou o número 4 da parada R&B. Também aparece no álbum   Reality. De acordo com Brown o "funky president" do título se refere ao Presidente Gerald Ford, que sucedeu Richard Nixon na Casa Branca pouco antes da canção ser gravada.
"Funky President" é uma das gravações mais sampleadas de James Browns, principalmente por artistas e produtores de hip hop.

## Músicos
- James Brown - vocais

com banda de estúdio:
- David Sanborn - saxofone alto
- Joe Farrell - saxofone tenor, flauta
- Alfred "Pee Wee" Ellis - saxofone barítono
- Pat Rebillot - teclados
- Joe Beck - guitarra
- Sam Brown - guitarra
- Gordon Edwards - baixo
- Allan Schwartzberg - bateria
- Johnny Griggs - percussão

Outros músicos, desconhecidos.

## Samples
- Eric B. & Rakim - "Eric B. Is President"
- N.W.A. - "Fuck Tha Police"
- Guy - "Groove Me"
- Salt-N-Pepa - "Shake Your Thing"
- Public Enemy - "Fight the Power"
- Heavy D & the Boyz - "We Got Our Own Thang"
- Brand Nubian - "All for One"
- Ice Cube - "Jackin' for Beats"
- LL Cool J - "6 Minutes of Pleasure"
- Johnny Gill - "Rub You the Right Way"
- King Tee - "At Your Own Risk"
- Wreckx-N-Effect - "New Jack Swing"
- UMC's - "One to Grow On"
- Kid 'N Play - "Ain't Gonna Hurt Nobody"
- Digital Underground - "Kiss You Back"
- Paperboy - "Ditty"
- Run-DMC - "Faces"
- Pete Rock & C.L. Smooth feat. Grand Puba - "Skinz"
- Kris Kross - "I Missed the Bus"
- Guru  - "Trust Me"
- DJ Jazzy Jeff & the Fresh Prince - "Summertime"
- Beastie Boys - "Hey Ladies"
- KRS-One - "Outta Here"
- Naughty by Nature - "Hip Hop Hooray"
- MC Breed - "Gotta Get Mine"
- A Tribe Called Quest - "Oh My God"
- Kid 'N Play - "Last Night"
- DJ Jazzy Jeff & the Fresh Prince - "I'm Looking for the One (To Be with Me)"
- Digital Underground - "Wussup Wit the Luv"
- Usher - "Call Me a Mack"
- Black Eyed Peas and Q-Tip feat. Talib Kweli, Cee-Lo Green and John Legend - "Like That"
- Tony! Toni! Toné! - "Feels Good"
- The D.O.C. - "It's Funky Enough"
- Heavy D & the Boyz - "Blue Funk"
- Poor Righteous Teachers - "Rock Dis Funky Joint"
- Del the Funky Homosapien - "If You Must"
- Kanye West, Jay-Z & Big Sean - "Clique"
- Rick Ross feat. Kanye West - "Live Fast, Die Young"
- Pusha T and Kanye West - "New God Flow"
- Kanye West feat. Pusha T - "Runaway (Video Version)"
- Michel'le feat. Dr. Dre - "Nicety"
- Ghostface Killah - "Mighty Healthy"
- Nice & Smooth - "Sex, Sex, Sex"
- Mic Geronimo feat. Ja Rule, Jay-Z, and DMX - "Time to Build"
- DJ Jazzy Jeff & The Fresh Prince - The Fresh Prince of Bel-Air Outro
- Childish Gambino - "3005"
- DJ Shadow and Cut Chemist - "Funky"
- Sugar Ray - "Falls Apart"
- Yolanda Adams - "Fly Like An Eagle (Medley)"
- De La Soul - "Freedom of Speak (We Got Eight Minutes)"
- De La Soul - "Ghetto Thang"
- LL Cool J - "Fast Peg"
- LL Cool J - "Ain't No Stoppin' This"
- Heavy D and the Boyz - "Gyrlz, They Love Me"
- Logic - "We Get High"
- Cella Dwellas - "Perfect Match"
- Run the Jewels - "Get It"
- Big Sean - "Ashley"
- Spoonie Gee - "Spoonie Is Back"
- The X-Ecutioners feat. DJ Premier - "Premier's X-Ecution"
- Large Professor - "I Juswanna Chill"
- Pete Rock feat. Black Thought and Rob-O - "It's About That Time"
- 2Pac feat. Richie Rich - "Lie to Kick It"
- Lord Finesse - "True and Livin'"
- Logic - "The Spotlight"
- Pete Rock feat. C.L. Smooth - "Da Two"
- Gang Starr - "Gotta Get Over (Taking Loot)"
- A Tribe Called Quest - "Show Business"
- The Offspring - "Original Prankster"
- DJ Kay Slay feat. Fat Joe and 50 Cent - "Free Again"
- Gang Starr - "Knowledge"
- Violadores del Verso - "Mierda"
- Shanice - "I Love Your Smile (Driza Bone Club Mix)"
- Citizen King - "Better Days (And the Bottom Drops Out)"
- Calvin Harris - "C.U.B.A"